# La Libertad (Nicarágua)
La Libertad é um município da Nicarágua, situado no departamento de Chontales. Tem 677 km² de área e sua população em 2020 foi estimada em 15.162 habitantes.
A localidade é conhecida por ser a cidade natal do atual presidente do país Daniel Ortega, nascido no local em 1945.